# Statens Järnvägar Byggnads Centralförråd
Statens Järnvägar Byggnads Centralförråd (kurz Byggnadscentralförråd, deutsche Bedeutung in etwa: Zentrale Vorratsstelle für Bauwesen) war eine schwedische Zentralstelle von Statens Järnvägar, in der Arbeitsmittel und Personal für den Gleisbau verwaltet wurden. Diese 1910 eingerichtete Stelle befand sich in Örebro.

## Geschichte
In den Anfängen des schwedischen Bahnbaus wurden Neubauten sowie der Unterhalt der schon erbauten Strecken von den gleichen Dienststellen, meist innerhalb der Distrikte, ausgeführt.
Um 1910 waren die Aufgaben im Bereich Neubau so umfangreich geworden, dass eine Trennung notwendig war. Ziel war die Errichtung eines zentralen Lagers, in dem alle wertvolleren Arbeitsmittel verwaltet wurden, die nicht ausschließlich bei einer bestimmten Baumaßnahme verwendet wurden. Nach Abschluss der Baumaßnahme wurden diese Geräte wieder eingelagert und konnten für den nächsten Auftrag abgerufen werden.
Die beauftragten Arbeitsbezirke konnten größere Geräte aus dem Bestand anfordern und erhielten diese für eine festgelegte Miete zur Verfügung gestellt, einschließlich der Deckung der Kosten für Wartung und Amortisation. In späteren Jahren wurden zudem die Kiesgruben beim Zentrallager geführt. Somit wurde sichergestellt, dass die Kiesgruben
entsprechend der Aufwendungen ihrer Anschaffung und Vorbereitung ordnungsgemäß abgerechnet wurden, indem ein bestimmter Preis pro Kubikmeter Kies oder Schotter berechnet wurde.
1921 hatte der Bestand von Byggnadscentralförråd seinen größten Buchwert, der sich auf 2.850.000 Kronen belief. Dieser Wert wurde im Laufe der folgenden Jahre durch Abschreibungen, Verschrottungen oder Verkäufe schrittweise auf rund 460.000 Kronen reduziert.
Unter anderem waren 1921 folgende Gerätschaften im Byggnadscentralförråd vorhanden: 11 Automobile, 30 Betonmischer, 60 Gesteinsbohrer, 10 Bagger, 120 Kräne, 24 Decauville-Lokomotiven, 240.000 m Decauville-Schienen und 1800 Decauville-Wagen, 430 Bahndienstwagen für Normalspur, 140 Kippwagen und 110 Motoren verschiedener Art.
Am 1. Januar 1931 standen 588 Bahndienstwagen im Verzeichnis von Byggnadscentralförråd, am 1. Januar 1941 waren es 334 Wagen und am 1. Januar 1942 337 Wagen.